# Museo Arqueológico de Denia
El Museo Arqueológico de Denia (en valenciano: Museu Arqueològic de Dénia) está situado en la ciudad de Denia (Alicante, España). Nos conduce por la historia de la ciudad desde el inicio de su aventura urbana, dos milenios atrás. Su historia y arqueología están vinculadas a la actividad del puerto y al hecho de tratarse de una ciudad fundamentalmente comercial, con sus navíos presentes en el Mediterráneo. 
Civitas stipendaria y, después, Municipium durante la Antigüedad Clásica, Reino de Taifa culto y opulento durante el siglo XI, Denia, con la conquista cristiana cabeza del condado y posteriormente del Marquesado, fue un buen ejemplo de ciudad moderna hasta que sucumbió durante la Guerra de la Sucesión (c.1708). 
El balsamario que representa al dios Mercurio (s. II d. C.), la colección de bronces islámicos (muchos de ellos de origen oriental, siglos XI-XII), el ataifor con representación de una nave andalusí procedente de Qayrawân, el Tresor de Les Rotes (siglo XIV), la colección numismática o las cerámicas andalusíes de producción local o importadas, constituyen la base de una propuesta museográfica siempre ligada al mar y a las relaciones entre culturas.